# 守屋周
守屋 周（もりや しゅう、1982年10月23日 - ）は、東北放送のアナウンサー。

## 来歴・人物
宮城県登米市豊里町出身。宮城県石巻高等学校、慶應義塾大学卒業後、2005年東北放送に入社。同期入社は安東理紗。既婚。
学生時代はニッポン放送でアルバイトをしていた。またTBCの系列局である中国放送（RCC）アナの石田充と札幌テレビ放送（STV・系列のHBCと同じ北海道の民放局）アナの藤井孝太郎は大学時代の同級生にあたる。

## 担当番組

### ラジオ
- TBCパワフルベースボール・実況、リポーター
- うたまつり！（日曜18:30～18:55、2021年4月～）
- GoGoはみみこい ラジオな気分（ラジオカー担当、イーグルスポーツ担当　不定期出演)
- Tbc today (不定期)
- En∞Voyage (木曜日、2025年3月までは月曜日担当)

### テレビ
- Nスタみやぎ - スポーツコーナー担当
- TBCパワフルベースボール（2009年9月19日のロッテ戦でプロ野球中継テレビ初実況を果たした）
- Jリーグベガルタ仙台ホームゲーム中継（2007年 - 、スカパー!と兼務、2009年のベガルタ仙台のJ2優勝の実況を地上波で担当した）
- 全国高校ラグビー宮城大会　実況　(2022年～)
- TBCニュース
- 河北新報ニュース
- ヒーローインタビュー

### 過去の出演番組
- 仙台六大学野球中継（テレビ）
- サッカー・ベガルタ仙台中継（ラジオ、2007年・2008年）
- サッカー日本代表戦（2009年10月14日、対ガーナ戦）
- 日刊・BUKATSU魂!!（2009年10月 - 3月、ラジオ）
- アスリート・ラジオ（2007年10月 - 2008年3月）
- スポパラToday's Flash火曜日「守屋周の相撲で申す」（ラジオ）
- 火曜日から金曜日の夜9時から10時までTBCアナウンサーが生で喋ってます。略して「カマス」（2008年10月 - 2009年3月、火曜担当）
- J-LEAGUE WIDE2010（2010年9月19日、BS-TBS・TBSチャンネル、「みちのくダービー」ピッチリポーター）
- 世紀のワイドショー!ザ・今夜はヒストリー（2011年11月30日、TBSテレビ、伊達政宗方リポーター）
- 1179 いい話 泣く話（2013年11月9日、MBSラジオ、同月3日に同局で放送されたNRNネットのコナミ日本シリーズ・楽天×巨人第7戦にて実況を担当したことから、電話出演）
- 爆笑問題の日曜サンデー（2015年10月3日）
- チアーズヴォイス（青森以外の東北・新潟6県ブロックネット）
- TBC POWERFUL BASEBALLは特別編（2018年6月19日）
- 特別番組「絆みやぎ明日へ」MC　(2019年3月11日)
- プロ野球三都物語(2019年3月23日)
- 宮藤官九郎のオールナイトニッポンGOLD(2019年3月)　電話出演
- Come 火6 Sports(カムカムスポーツ)　（2019年10月～2020年4月）
- 火曜日のアナウンス部　(2020年4月～6月)
- ウォッチン!みやぎ（不定期出演、主にスポーツコーナー担当だが稀に取材ロケも行った）
- Goodモーニング守屋です（木金、2017年4月～2020年9月25日、月～水曜2022年7月～2023年3月）
- 水曜日のアナウンス部（2020年11月11日～2021年3月17日）
- シロクジTUNE（月火、2020年9月28日～2022年3月22日）
- 3.11みやぎホットラインスペシャル(2022年3月11日)
- 2022パリーグ開幕直前スペシャル　プロ野球三都物語(2022年3月19日)
- 3・11 みやぎホットライン　(～2022年6月)
- プレスポ　(不定期出演　2022年3月～2022年9月22日)
- 録音風物誌　『まちのだがし屋さん～わくわくがとまらない～』(2022年9月25日、ナレーション担当)
- サンドのゴールデンぼんやりーぬTV　サンド軍団vs楽天イーグルスOB　(2024年12月18日、実況担当)
- あの頃のみやぎ ～蔵出し映像わっしょい！SP　(2024年12月28日)
- 今宵集まれ！みんなのラジオ(2021年10月～2022年3月、2023年10月ｰ2024年3月、2024年10月-2025年3月)

1. ↑  2019プロ野球アナウンサー紹介 - プロ野球セ・パ両リーグ 12球団全選手カラー百科名鑑2019 294P（廣済堂出版 2019年）
2. ↑  守屋周 (shu.moriya) - Facebook
3. ↑  テレビ・ラジオともに系列局。
4. ↑  全国ラジオネットワーク（NRN）系列局STVラジオの親会社。